# Реформация в Германии
Реформация в Германии, как и в целом, началась 31 октября 1517 года с публикации 95 тезисов Мартина Лютера в Виттенберге.

## Лютеране и анабаптисты
Лютер желал инициировать диспут и этот диспут состоялся в Лейпциге в 1519 году во дворце Георга Саксонского. Оппонентом Лютера выступил доктор теологии Иоганн Экк. Папа Римский Лев X осудил Мартина Лютера и издал 21 сентября 1520 года буллу Exsurge Domine, однако тот сжег эту буллу 10 декабря 1520 года во дворе Виттенбергского университета в присутствии студентов, что означало разрыв Мартина Лютера с Римской Католической Церковью. 
Вызванный императором Карлом V на Вормсский рейхстаг 1521 года, Лютер не отрекся от своих убеждений и изрёк свою знаменитую фразу: «На том стою и не могу иначе. И да поможет мне Бог! Аминь». Вормсский эдикт от 25 мая 1521 года объявлял Мартина Лютера государственным преступником. Однако Курфюрст Фридрих Саксонский обеспечил безопасность Лютеру, укрыв его в замке Вартбург, где тот к 1522 году перевел Библию на немецкий язык (Библия Лютера). Во время изоляции Лютера объявились Цвиккауские пророки, сторону которых даже принял сподвижник Лютера Карлштадт. Богослужение было переведено на немецкий язык, вводилось причастие под двумя видами (утраквизм), отвергался целибат.
Духовное брожение в Германии спровоцировало Крестьянскую войну 1524—1526 года, во главе которой стали анабаптисты. Однако покровители Лютера из числа саксонских (преемник Фридриха Иоганн Твёрдый) и гессенских (Филипп Гессенский) курфюрстов приняли участие в подавлении этого восстания. Наличие общих врагов в лице анабаптистов и турок (вторжение в Венгрию) привели к приостановлению действия Вормского эдикта на Шпейерском сейме 1526 года. Тем временем, в 1525 году лютеранство побеждает в Восточной Пруссии, где магистр Тевтонского ордена Альбрехт превращается в светского герцога. В 1527 году, основанный Филиппом Гессенским Марбургский университет превращает Марбург в центр Реформации.
Поскольку лютеран и католиков Шпейерский сейм не примирил, то дальнейшие нападки католиков на лютеран привели к Шпайерской протестации 1529 года. С этого момента за сторонниками Реформации закрепилось название протестантов. Попытка Филиппа Гессенского объединить сторонников Лютера и сторонников Цвингли из Швейцарии на Марбургском диспуте 1529 года успехом не увенчалась. В 1530 году лютеране ещё не оставляли надежды примириться с католиками на Аугсбургском рейхстаге, где они опубликовали свое Аугсбургское исповедание, составленное Филиппом Меланхтоном. 
В 1536 году в Берлине бранденбургский курфюрст Иоахим II Гектор назначает на должность протестантского епископа (суперинтендента) сподвижника Лютера Иоганна Агриколу
После Аугсбургского рейхстага протестантские князья во главе с Филиппом Гессенским создали Шмалькальденский союз, что после смерти Лютера в 1546 году привело к Шмалькальденской войне 1546-1547 годов.

## Филипписты, гнесиолютеране, кальвинисты и меннониты
В 1546 году в Северной Германии объявляется голландский проповедник Менно Симонс, от которого берут свое начало меннониты. Шмалькальденскую войну протестанты проиграли, Филипп Гессенский попал в плен, а Аугсбургское временное постановление 1548 года предписывало им признать верховенство римского папы, допустив причастие под двумя видами и женитьбу священников. Лютеране во главе с Филиппом Меланхтоном (филипписты) пошли на уступки, заключив 22 декабря 1548 года Лейпцигский интерим. Однако часть лютеран обвинила Меланхтона в предательстве и образовала партию гнесиолютеран во главе с Матеем Флацием и Николаем Амсдорфом. Соглашение с католиками было отвергнуто, а поддержка курфюрста Морица Саксонского привела к амнистии вождей Шмалькальденского союза, новому Аугсбургскому миру 1555 года и к легализации лютеран в Германии. На следующий год император Карл V отрекся от престола, разделив свою империю на Испанскую и Австрийскую часть.
Филипписты пытались найти точки соприкосновения с кальвинистами, которые с 1535 года закрепились в Швейцарии. В 1561 году Фридрих III Благочестивый пригласил из Цюриха в Гейдельберг кальвиниста Захарию Урсина. В противовес умеренному Аугсбургскому исповеданию лютеран кальвинисты составили Гейдельбергский катехизис (1563). Сын и преемник Фридриха Людвиг восстановил в Курпфальце лютеранство, которое вновь упразднил в 1583 году кальвинист Иоганн Казимир. 
Формула согласия, составленная Мартином Хемницем в 1577 году примирила филиппистов и гнесиолютеран, сохранив лютеранское исповедание.

## Протестантская уния и Тридцатилетняя война
В 1608 году кальвинист Фридрих Пфальцский создал Протестантскую унию (Protestantische Union), в рамках которой он объединил как кальвинистов, так и лютеран. В ответ в 1609 году баварский герцог Максимилиан образует Католическую лигу (Katholische Liga). В 1613 году курфюрст Бранденбурга обратился из лютеранства в кальвинизм. 
Противоречия между католиками и протестантами привели к Тридцатилетней войне (1618-1648). Поначалу католическая армия фельдмаршала Тилли теснила протестантов. Католики заняли кальвинистскую Швабию и лютеранский север. В 1631 году пал лютеранский Магдебург, в огне которого погибло около 20 тыс. жителей. Однако на стороне лютеран выступил шведский король Густав II Адольф и Тилли потерпел сокрушительное поражение в Битве при Брейтенфельде. В 1635 году католики и протестанты подписали мир, вновь вернувшись к идеям Аугсбургского мира. Вестфальский мир 1648 года также подтвердил равноправие конфессий, однако Германия утратила Эльзас, Голландию и Швейцарию.

## Пиетисты и гернгутеры
В 1670 году Якоб Шпенер создает во Франкфурте "школы благочестия", кладя начало движению пиетизма. В этих кружках ("малых группах") изучалась Библия, произносились проповеди и пропагандировались добрые дела. С 1691 года Шпенер проповедует в Берлине. Духовным сыном Шпенера был Цинцендорф, привлекший в Германию гуситов, из которых в 1722 году образовались гернгутеры (в имении Хернхут). Примечательно, что пиетисты и гернгутеры не покидали состава лютеранской церкви. В общине гернгутеров получил образование Шлейермахер, который подготовил Прусскую унию 1817 года, объединившую лютеран и кальвинистов.